# Rutilia decora
Rutilia decora là một loài ruồi trong họ Tachinidae.